# Détroit de Magellan
Pour les articles homonymes, voir Magellan.
Le détroit de Magellan (en espagnol : estrecho de Magallanes) est un passage maritime situé au sud du Chili en Patagonie, dans la région de Magallanes et de l'Antarctique chilien. Il sépare, du côté nord, le continent sud-américain, et du côté sud, la grande île de la Terre de Feu (Isla Grande de Tierra del Fuego en espagnol). Ce détroit de 611 kilomètres est le plus long et le plus important passage naturel entre les océans Atlantique et Pacifique.
Il est nommé ainsi en l'honneur de Fernand de Magellan, premier Européen à l'avoir découvert et traversé en 1520. Les Amérindiens Selknams le nommèrent « Atelili ».

## Limites du détroit de Magellan avec l'océan Atlantique

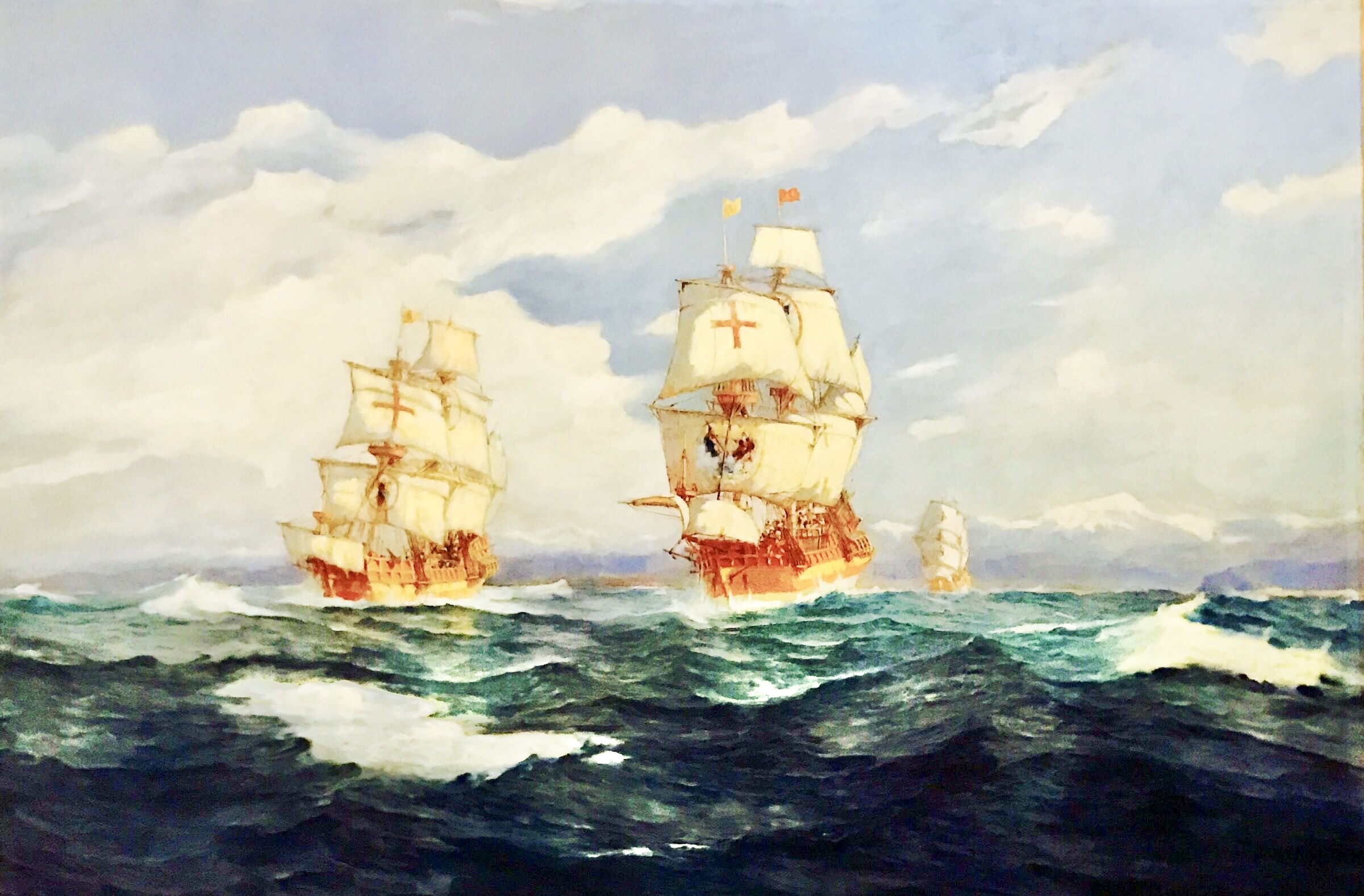
Découverte du détroit de Magellan
huile sur toile
Álvaro Casanova Zenteno

- Pour l'Organisation hydrographique internationale : une ligne joignant le cap des Vierges, à l'extrême sud-est de l'Argentine, et le cap du Saint-Esprit, en Terre de Feu. Cette limite marque la rencontre des eaux des deux océans, plaçant ainsi le détroit dans l'océan Pacifique[3]. L'Organisation hydrographique précisant dans son document que les limites choisies excluent toute signification politique, celles concernant l'est du détroit restent valables pour tous pays jusqu'à révision, à l'exception de l'Argentine et du Chili qui ne les ont pas approuvées.
- Pour l'Argentine et le Chili (conformément aux traités entre ces deux pays signés en 1881 et 1984) : une ligne joignant la pointe Dungeness au cap du Saint-Esprit. La pointe Dungeness se situe à 9 km au sud-ouest du cap des Vierges. Les traités susindiqués ne concernent que les pays contractants, et n'ont pas forcément effet immédiat sur les décisions prises par l'Organisation hydrographique internationale. Toutefois, cette dernière s'est engagée à faire figurer la limite issue du traité de 1984 dans sa prochaine édition des « Limites des océans et des mers »[4].

## Géologie
Le détroit de Magellan est une ancienne vallée glaciaire creusée lors des périodes froides par un gigantesque glacier qui prenait naissance dans la cordillère des Andes, au sud-ouest du détroit, et qui s'écoulait vers l'est en direction de l'océan Atlantique. Cette vallée a été envahie par la mer lorsque la glace a fondu, et lorsque le niveau des mers est remonté, à l'issue de la dernière glaciation, il y a 10 000 ans.

## Histoire

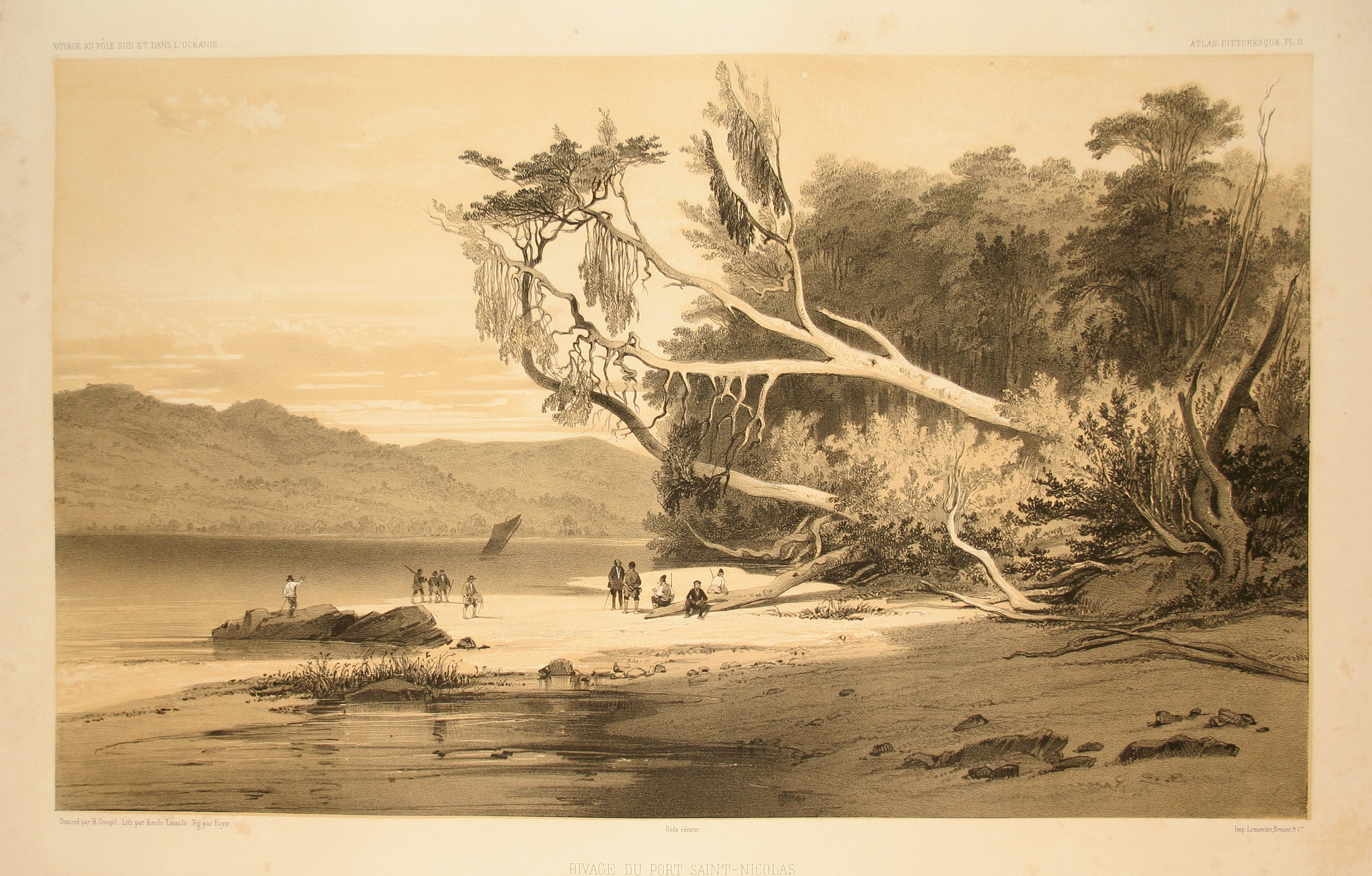
Croquis réalisé lors de l'expédition de Jules Dumont d'Urville en 1846 de la rive de port Saint-Nicolas (détroit de Magellan).

Fernand de Magellan devint le premier Européen à naviguer dans le détroit en 1520 dans son objectif de rejoindre les Moluques par l'ouest. La traversée du détroit eut lieu du 21 octobre au 27 novembre. Antonio Pigafetta décrit la découverte du Pacifique dans la relation qu'il fit de ce voyage : « Tantôt après, nous envoyâmes un bateau bien fourni de gens et de vivres pour découvrir le cap de l'autre mer. Lesquels demeurèrent, à y aller et venir, trois jours, et nous dirent qu'ils avaient trouvé le cap, et la mer grande et large. Dont le capitaine-général, de joie qu'il eut, commença à pleurer et donna à ce cap le nom de cap de Désir, comme une chose bien désirée et de longtemps requise. » Pedro Sarmiento de Gamboa, parti du Pérou le 11 octobre 1579, est le premier à le parcourir d'ouest en est. En 1584, P. S. de Gamboa tente d'installer deux colonies : la Colonia del nombre de Jesús située au cap Virgenes et la Ciudad del Rey Don Felipe, située plus à l'ouest dans le détroit au sud de l'actuelle ville de Punta Arenas. Mais ce fut un échec car ces colonies ne purent survivre à la rigueur du climat et à la malnutrition. En 1586, le navigateur anglais Thomas Cavendish découvrit quelques survivants et renomma les ruines du deuxième fort, Port Famine.
La première tentative connue des Français pour passer le détroit fut celle du capitaine de vaisseau Jean-Baptiste de Gennes en 1695. Elle échoua. La seconde, réussie, fut en 1698 celle du corsaire malouin Jacques Gouin de Beauchêne.
Le Chili a pris possession du détroit le 21 septembre 1843 et en a toujours la souveraineté aujourd'hui. Le président Manuel Bulnes a pris la décision d'occuper le détroit de Magellan à l'instar du héros de l'indépendance Bernardo O'Higgins. L'occupation en a été faite par des marins et des pêcheurs chiliens venus de la province de Chiloé, et la prise de possession en a été effective le 21 septembre 1843. La première fondation d'une colonie, Fort Bulnes, à quelque 50 kilomètres au sud de Punta Arenas, a été réalisée le 10 octobre de la même année. La ville de Punta Arenas, premier port moderne du détroit de Magellan, a pour sa part été créée le 18 décembre 1848.
Avant la création du canal de Panama, le détroit de Magellan était le second passage le plus utilisé pour passer de l'Atlantique au Pacifique derrière le cap Horn.

## Cartographie

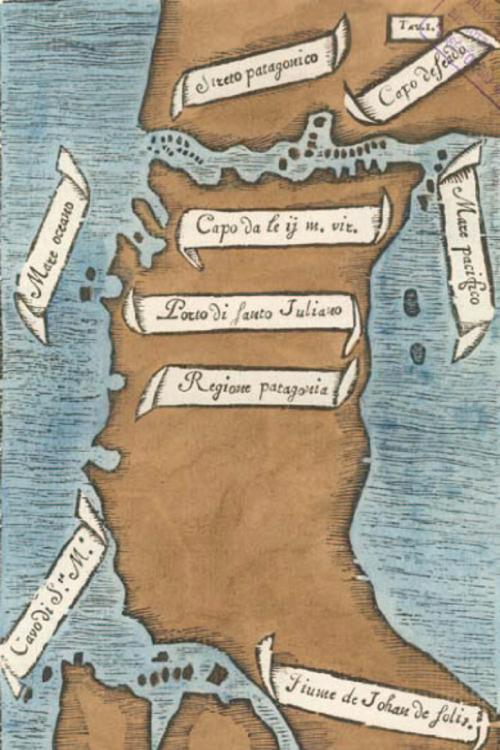
Première carte du détroit en 1520 par Antonio Pigafetta.
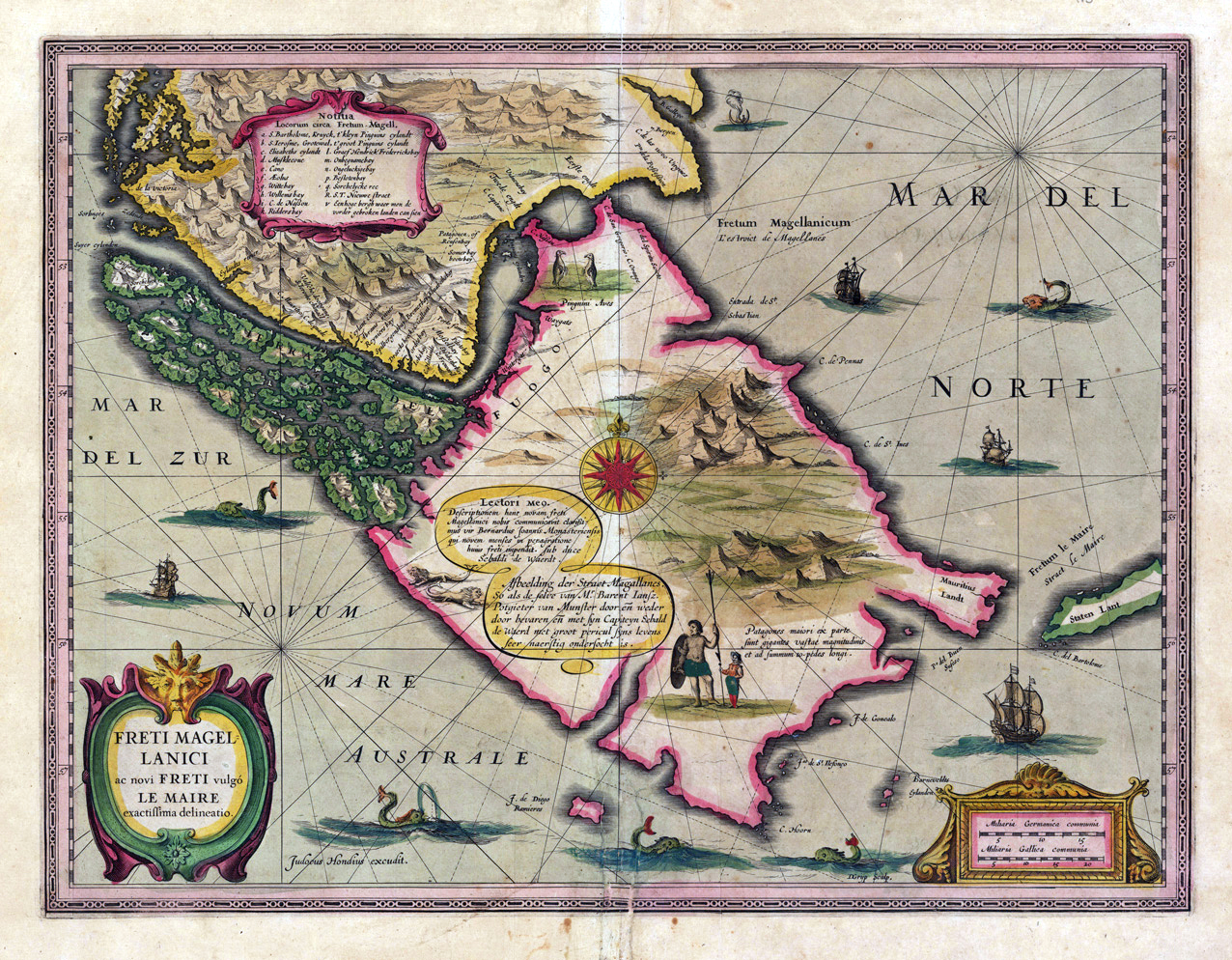
Carte du détroit vers 1628 par Jodocus Hondius.
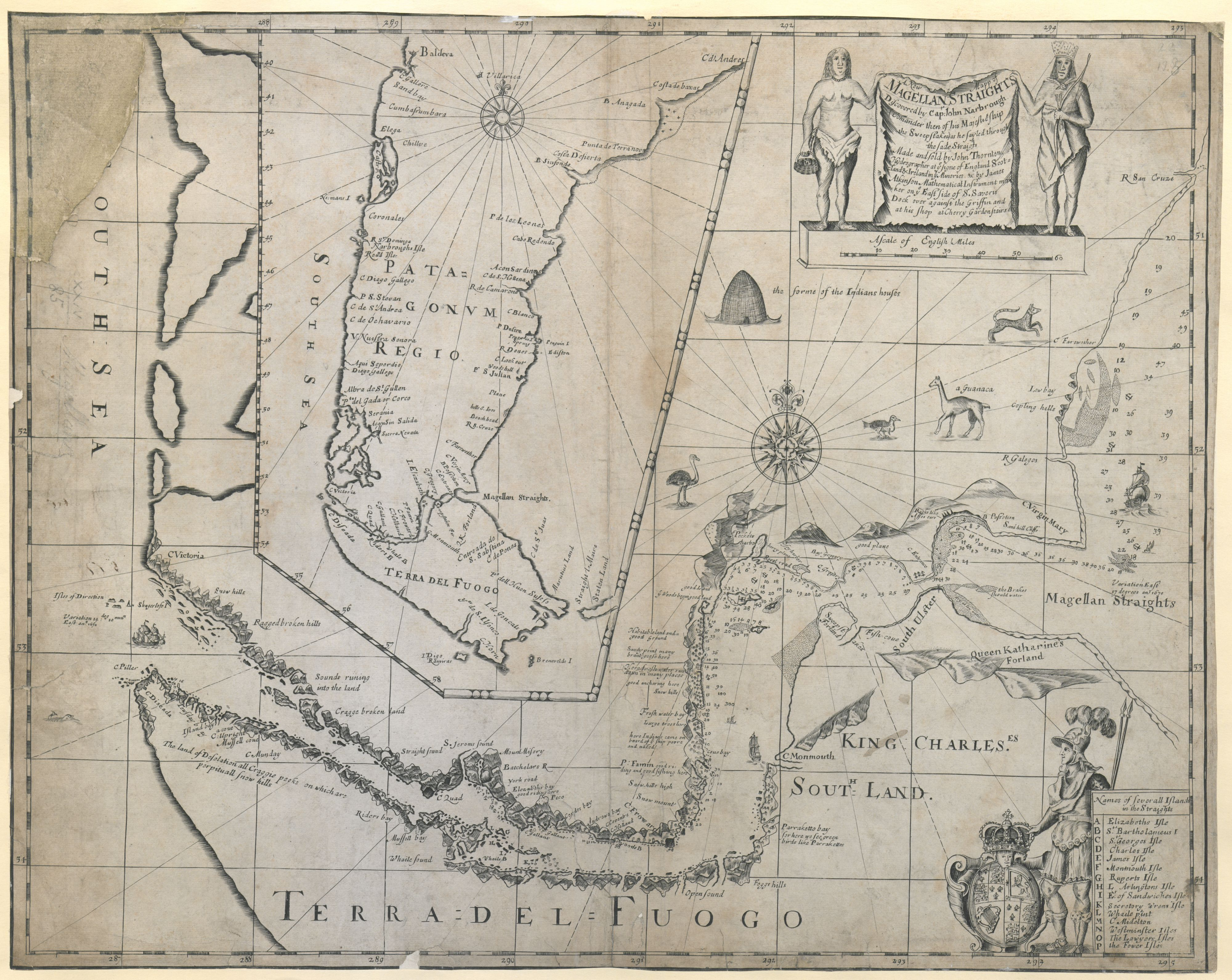
Carte de 1673 par John Narborough.
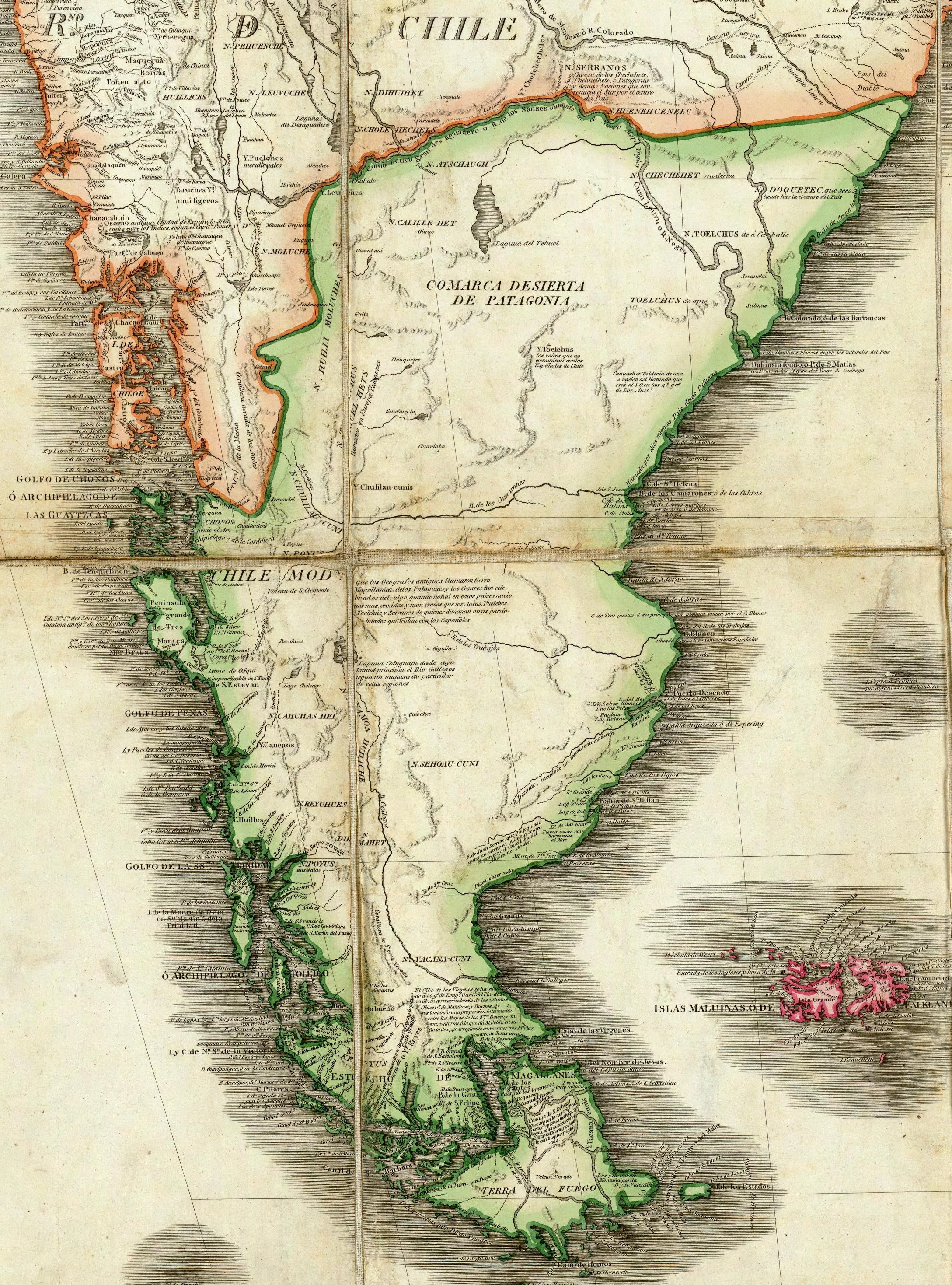
Carte de 1775 des côtes patagoniennes, du détroit et de la Terre de Feu.
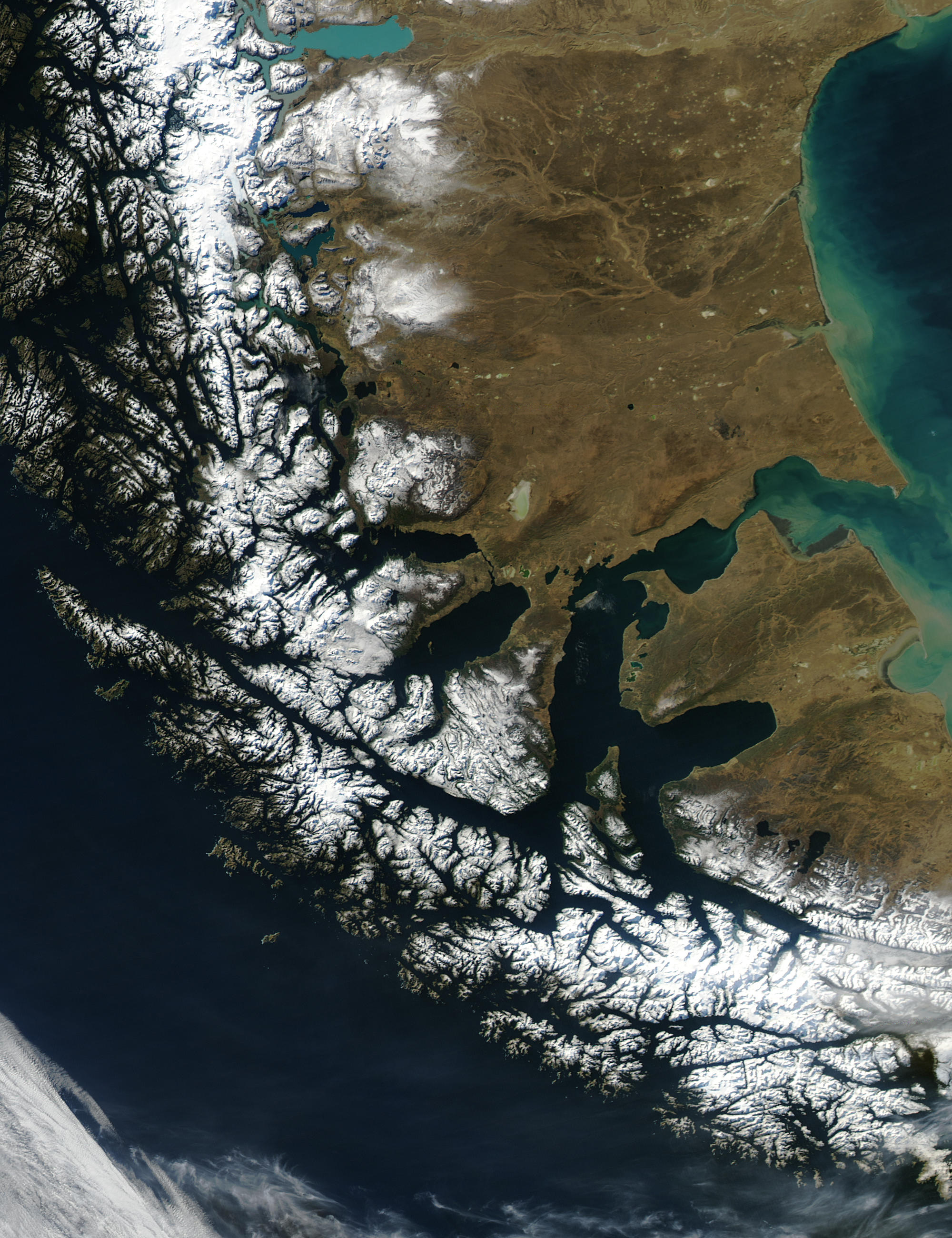
Image satellite.

## Navigation et trafic maritime

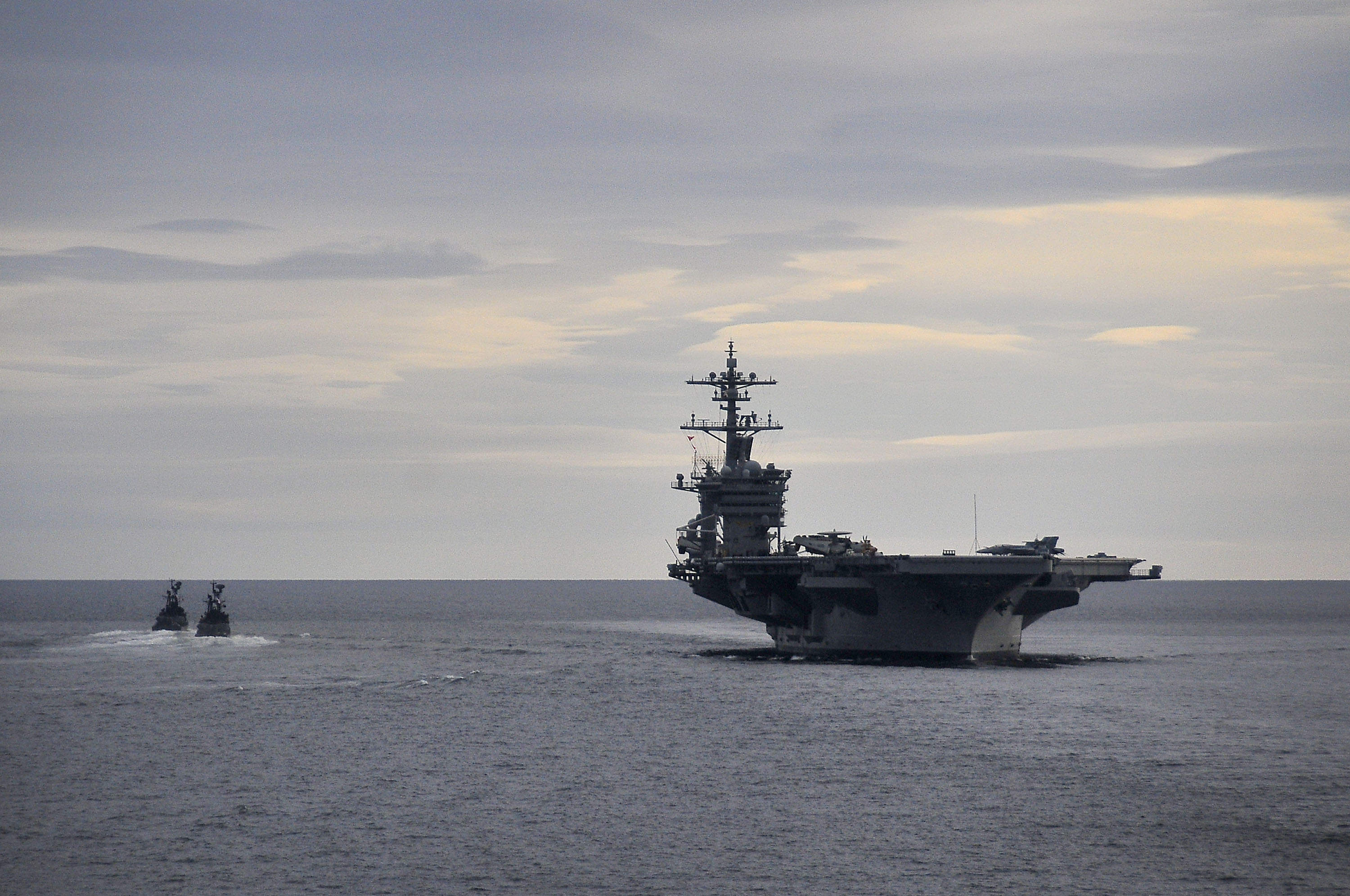
Le porte-avions dans le détroit en 2010.

Long de 330 milles marins soit 611 kilomètres environ, c'est un passage maritime connu pour sa difficulté de navigation due à son climat inhospitalier ainsi qu'à son étroitesse à certains endroits. Comme dans tout détroit, les courants des masses d'eau reliées par le bras d'eau (ici les océans Pacifique et Atlantique) interagissent assez violemment lors des marées, ce qui donne à l'intérieur du détroit dans ses parties les plus étroites des courants forts jusqu'à huit nœuds. Difficilement prévisibles, le vent catabatique williwaw ou des phénomènes climatiques soudains et violents comme le grain blanc sont également des dangers pour la navigation. Les vents dominants sont orientés sud-ouest et nord-ouest.
Sous l'autorité de la direction générale du territoire maritime et de la marine marchande (DIRECTEMAR), est organisé un service d'aide à la navigation tel que le pilotage maritime et l'assistance par des remorqueurs de haute mer. En 1999, les autorités chiliennes ont enregistré le passage de 1 256 navires étrangers et de 411 navires chiliens ; en 2008, elles en comptabilisaient 1 681 et 577 respectivement. Le porte-avions américain à propulsion nucléaire de la classe Nimitz, l'USS Ronald Reagan l'a traversé en août 2004 ainsi que le USS Carl Vinson en mars 2010. En février 2006, c'est au tour du Queen Mary 2.

## Signalisation maritime
De la pointe Dungeness à l'archipel Evangelistas sont installés un total de 27 phares et neuf balises. Cinq phares sont habités en permanence par du personnel naval qui surveille et informe le trafic maritime. Il s'agit des phares : Evangelistas, San Félix, Fairway, Punta Delgada et Dungeness.
De l'embouchure orientale à celle occidentale du détroit, les principaux phares sont :
- le phare de la pointe Dungeness, situé à l'entrée de l'Atlantique sud sur la pointe Dungeness (au sud du cap Virgenes (Argentine)) ;
- le phare Cabo Espíritu Santo, situé sur la Terre de Feu, Argentine ;
- le phare Cabo Posesión, situé en Patagonie chilienne ;
- le phare Punta Delgada, situé sur la pointe Delgada, au passage le plus étroit du détroit, passage du bac (ferry ou transbordador) en Patagonie chilienne ;
- le phare Isla Magdalena, situé sur l'île Magdalena. Réserve naturelle. Patagonie chilienne ;
- le phare Punta Santa Ana, situé à Fuerte Bulnes, Patagonie chilienne ;
- le phare San Isidro, situé au sud de Fuerte Bulnes, Patagonie chilienne ;
- le phare Islote Fairway, situé sur un îlot devant la baie Beaufort, Patagonie chilienne ;
- le phare San Felix, situé sur l'île Desolación, Terre de Feu chilienne ;
- le phare Evangelistas, situé sur l'archipel Evangelistas, à l'entrée du Pacifique (entrée occidentale du détroit).

## Traversée en traversier

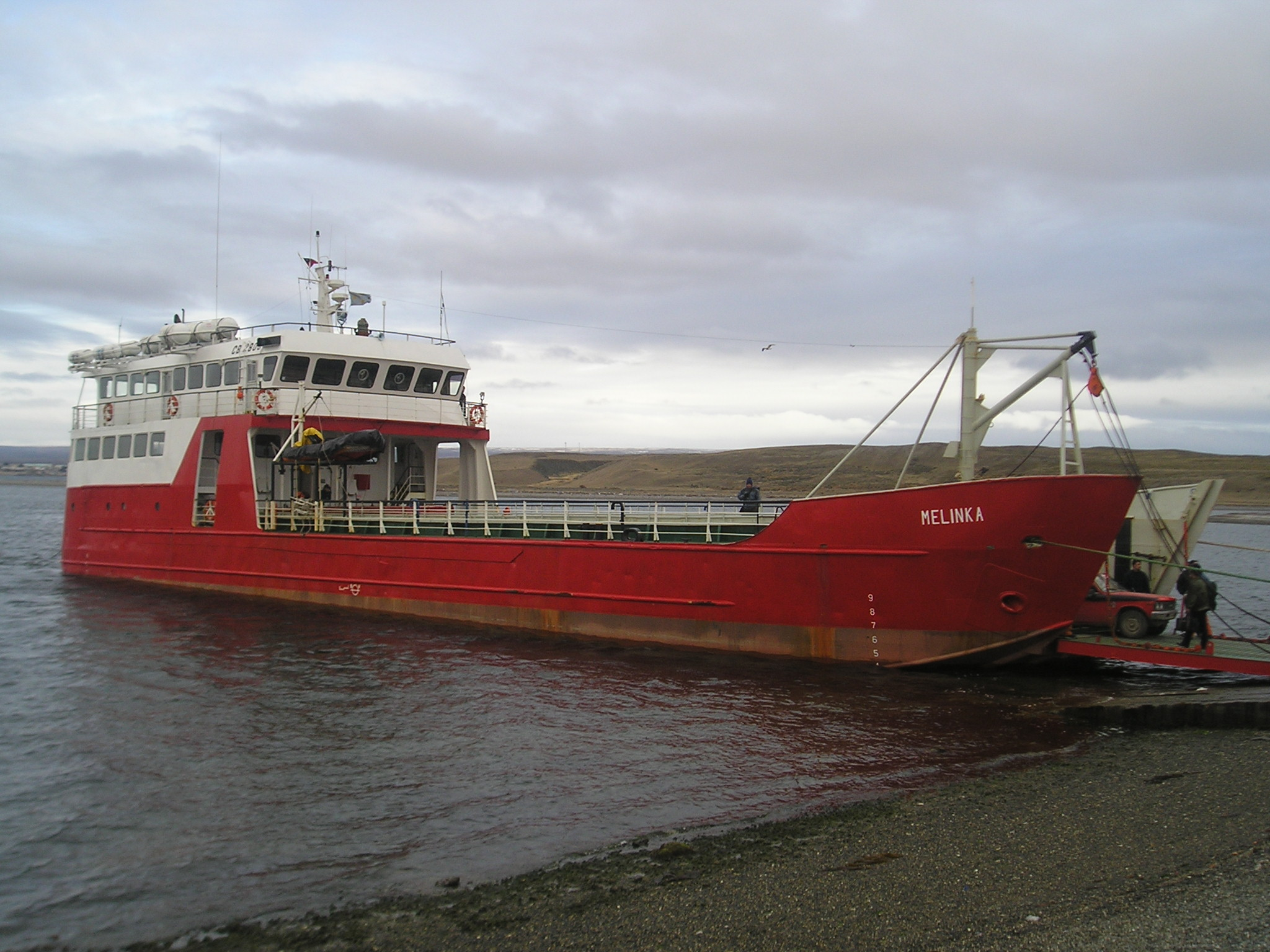
Le ferry Melinka (Punta Arenas - Porvenir).

À défaut de pont, il existe deux traversées du détroit de Magellan en ferry qui relient le continent sud-américain à la Terre de Feu. La première, orientée nord-sud, relie la pointe Delgada à la baie Azul. La durée de la traversée est de 30 minutes environ. Le service n'est pas régulier et dépend des conditions climatiques. La deuxième, orientée est-ouest, relie la ville de Punta Arenas au village de Porvenir.